# Ilyphagus hirsutus
Ilyphagus hirsutus är en ringmaskart som beskrevs av Monro 1937. Ilyphagus hirsutus ingår i släktet Ilyphagus och familjen Flabelligeridae. Inga underarter finns listade i Catalogue of Life.